# Bahnstrecke Strasbourg–Saint-Dié
| Bahnhof Saales |                                               |                                                    |                                                    |
| |                                               |                                                    |                                                    |
| Streckennummer (SNCF): | 110 000                                       |                                                    |                                                    |
| Kursbuchstrecke (SNCF): | 124                                           |                                                    |                                                    |
| Streckenlänge: | 86,501 km                                     |                                                    |                                                    |
| Spurweite: | 1435 mm (Normalspur)                          |                                                    |                                                    |
| Zweigleisigkeit: | Strasbourg–Rothau früher komplett zweigleisig |                                                    |                                                    |
| |                                               |                                                    |                                                    |
| \| \| \| Bahnstrecke Paris–Strasbourg von Paris \| \| \| \| \| Bahnstrecke Strasbourg–Lauterbourg v. Lauterbourg \| \| \| \| \| \| \| \| \| 0,0 \| Strasbourg \| Strasbourg \| \| \| \| \| \| \| \| \| Bahnstrecke Appenweier–Strasbourg n. Appenweier \| \| \| \| \| Güterumgehungsbahn Strasbourg \| \| \| \| \| Bruche; 23 m \| \| \| \| \| Güterumgehungsbahn \| \| \| \| \| Bahnstrecke Strasbourg–Basel nach Basel \| \| \| \| \| Güterumgehungsbahn \| \| \| \| 3,916 \| Strasbourg-Roethig \| Strasbourg-Roethig \| \| \| 5,205 \| Lingolsheim \| Lingolsheim \| \| \| 6,409 \| Holtzheim \| Holtzheim \| \| \| 9,245 \| Entzheim-Aéroport \| Entzheim-Aéroport \| \| \| 12,305 \| Duppigheim \| Duppigheim \| \| \| 13,860 \| Duttlenheim \| Duttlenheim \| \| \| 16,355 \| Dachstein \| Dachstein \| \| \| \| Bahnstrecke Sélestat–Saverne von Saverne \| \| \| \| 18,912 \| Molsheim \| Molsheim \| \| \| \| Bahnstrecke Sélestat–Saverne nach Sélestat \| \| \| \| \| Wechsel zwischen Links- und Rechtsverkehr \| \| \| \| 21,857 \| Mutzig \| Mutzig \| \| \| 24,728 \| Gresswiller \| Gresswiller \| \| \| 28,017 \| Magel (30 m) \| Magel (30 m) \| \| \| 28,105 \| Heiligenberg-Mollkirch \| Heiligenberg-Mollkirch \| \| \| 29,140 \| Bruche (52 m) \| Bruche (52 m) \| \| \| \| Hasel \| \| \| \| \| Soultbach \| \| \| \| 31,560 \| Urmatt \| Urmatt \| \| \| 33,517 \| Mullerhoff \| Mullerhoff \| \| \| \| Eimerbaechel \| \| \| \| 35,076 \| Muhlbach/B.-Lutzelhouse \| Muhlbach/B.-Lutzelhouse \| \| \| \| Nezenbach \| \| \| \| 37,225 \| Wisches \| Wisches \| \| \| 38,950 \| Russ-Hersbach \| Russ-Hersbach \| \| \| 42,275 \| Rupt de Framont (18 m) \| Rupt de Framont (18 m) \| \| \| 42,425 \| Schirmeck – La Broque \| Schirmeck – La Broque \| \| \| 43,770 \| Bruche (42 m) \| Bruche (42 m) \| \| \| 44,926 \| Rothau \| Rothau \| \| \| 45,240 \| Bruche (15 m) \| Bruche (15 m) \| \| \| 45,275 \| Tunnel von Rothau (207 m) \| Tunnel von Rothau (207 m) \| \| \| 48,939 \| Viadukt von Fouday (Bruche) (172 m) \| Viadukt von Fouday (Bruche) (172 m) \| \| \| 49,677 \| Fouday \| Fouday \| \| \| 50,034 \| Bruche (24 m) \| Bruche (24 m) \| \| \| 51,437 \| Bruche (13 m) \| Bruche (13 m) \| \| \| 52,346 \| Saint-Blaise-la-Roche-Poutay \| Saint-Blaise-la-Roche-Poutay \| \| \| \| Climontaine \| \| \| \| 54,864 \| Saulxures \| Saulxures \| \| \| 55,306 \| Bruche (14 m) \| Bruche (14 m) \| \| \| 56,882 \| Bruche (10 m) \| Bruche (10 m) \| \| \| 58,462 \| Bourg-Bruche \| Bourg-Bruche \| \| \| 59,734 \| Bruche (4 m) \| Bruche (4 m) \| \| \| 61,622 \| Saales \| Saales \| \| \| \| Grenze Département Bas-Rhin/Vosges \| \| \| \| 65,621 \| Tunnel von Lubine (1601 m) \| Tunnel von Lubine (1601 m) \| \| \| 67,563 \| Fave (23 m) \| Fave (23 m) \| \| \| 69,119 \| Colroy-Lubine \| Colroy-Lubine \| \| \| 70,188 \| Viadukt von Lubine (70 m) \| Viadukt von Lubine (70 m) \| \| \| 73,025 \| Provenchères-sur-Fave \| Provenchères-sur-Fave \| \| \| \| Bahnstrecke Sélestat–Lesseux-Frapelle von Sélestat \| \| \| \| 74,827 \| Lesseux-Frapelle \| Lesseux-Frapelle \| \| \| 75,384 \| Lesseux \| Lesseux \| \| \| 78,826 \| Raves-Ban-de-Laveline \| Raves-Ban-de-Laveline \| \| \| 83,118 \| Sainte-Marguerite-Remomeix \| Sainte-Marguerite-Remomeix \| \| \| 83,450 \| Meurthe (51 m) \| Meurthe (51 m) \| \| \| \| Bahnstrecke Arches–Saint-Dié von Épinal \| \| \| \| 86,501435,704 \| Saint-Dié-des-Vosges \| Saint-Dié-des-Vosges \| \| \| \| Bahnstrecke Lunéville–Saint-Dié nach Lunéville \| \| |                                               |                                                    |                                                    |
| Strecke |                                               | Bahnstrecke Paris–Strasbourg von Paris             | Bahnstrecke Paris–Strasbourg von Paris             |
| Strecke von links |                                               | Bahnstrecke Strasbourg–Lauterbourg v. Lauterbourg  | Bahnstrecke Strasbourg–Lauterbourg v. Lauterbourg  |
| Überleitstelle / Spurwechsel |                                               |                                                    |                                                    |
| Bahnhof | 0,0                                           | Strasbourg                                         | Strasbourg                                         |
| Überleitstelle / Spurwechsel |                                               |                                                    |                                                    |
| Strecke geradeaus und nach links |                                               | Bahnstrecke Appenweier–Strasbourg n. Appenweier    | Bahnstrecke Appenweier–Strasbourg n. Appenweier    |
| Abzweig geradeaus, nach rechts und von rechts |                                               | Güterumgehungsbahn Strasbourg                      | Güterumgehungsbahn Strasbourg                      |
| Brücke über Wasserlauf |                                               | Bruche; 23 m                                       | Bruche; 23 m                                       |
| Kreuzung geradeaus unten |                                               | Güterumgehungsbahn                                 | Güterumgehungsbahn                                 |
| |                                               | Bahnstrecke Strasbourg–Basel nach Basel            |                                                    |
| Kreuzung geradeaus unten |                                               | Güterumgehungsbahn                                 | Güterumgehungsbahn                                 |
| Haltepunkt / Haltestelle | 3,916                                         | Strasbourg-Roethig                                 | Strasbourg-Roethig                                 |
| Bahnhof | 5,205                                         | Lingolsheim                                        | Lingolsheim                                        |
| Bahnhof | 6,409                                         | Holtzheim                                          | Holtzheim                                          |
| Bahnhof | 9,245                                         | Entzheim-Aéroport                                  | Entzheim-Aéroport                                  |
| Haltepunkt / Haltestelle | 12,305                                        | Duppigheim                                         | Duppigheim                                         |
| Bahnhof | 13,860                                        | Duttlenheim                                        | Duttlenheim                                        |
| Haltepunkt / Haltestelle | 16,355                                        | Dachstein                                          | Dachstein                                          |
| Abzweig geradeaus und ehemals von rechts |                                               | Bahnstrecke Sélestat–Saverne von Saverne           | Bahnstrecke Sélestat–Saverne von Saverne           |
| Bahnhof | 18,912                                        | Molsheim                                           | Molsheim                                           |
| Abzweig geradeaus und nach links |                                               | Bahnstrecke Sélestat–Saverne nach Sélestat         | Bahnstrecke Sélestat–Saverne nach Sélestat         |
| Überleitstelle / Spurwechsel |                                               | Wechsel zwischen Links- und Rechtsverkehr          | Wechsel zwischen Links- und Rechtsverkehr          |
| Bahnhof | 21,857                                        | Mutzig                                             | Mutzig                                             |
| Bahnhof | 24,728                                        | Gresswiller                                        | Gresswiller                                        |
| Brücke über Wasserlauf | 28,017                                        | Magel (30 m)                                       | Magel (30 m)                                       |
| Haltepunkt / Haltestelle | 28,105                                        | Heiligenberg-Mollkirch                             | Heiligenberg-Mollkirch                             |
| Brücke über Wasserlauf | 29,140                                        | Bruche (52 m)                                      | Bruche (52 m)                                      |
| Brücke über Wasserlauf |                                               | Hasel                                              | Hasel                                              |
| Brücke über Wasserlauf |                                               | Soultbach                                          | Soultbach                                          |
| Bahnhof | 31,560                                        | Urmatt                                             | Urmatt                                             |
| Haltepunkt / Haltestelle | 33,517                                        | Mullerhoff                                         | Mullerhoff                                         |
| Brücke über Wasserlauf |                                               | Eimerbaechel                                       | Eimerbaechel                                       |
| Bahnhof | 35,076                                        | Muhlbach/B.-Lutzelhouse                            | Muhlbach/B.-Lutzelhouse                            |
| Brücke über Wasserlauf |                                               | Nezenbach                                          | Nezenbach                                          |
| Bahnhof | 37,225                                        | Wisches                                            | Wisches                                            |
| Bahnhof | 38,950                                        | Russ-Hersbach                                      | Russ-Hersbach                                      |
| Brücke über Wasserlauf | 42,275                                        | Rupt de Framont (18 m)                             | Rupt de Framont (18 m)                             |
| Bahnhof | 42,425                                        | Schirmeck – La Broque                              | Schirmeck – La Broque                              |
| Brücke über Wasserlauf | 43,770                                        | Bruche (42 m)                                      | Bruche (42 m)                                      |
| Bahnhof | 44,926                                        | Rothau                                             | Rothau                                             |
| Brücke über Wasserlauf | 45,240                                        | Bruche (15 m)                                      | Bruche (15 m)                                      |
| Tunnel | 45,275                                        | Tunnel von Rothau (207 m)                          | Tunnel von Rothau (207 m)                          |
| Brücke über Wasserlauf | 48,939                                        | Viadukt von Fouday (Bruche) (172 m)                | Viadukt von Fouday (Bruche) (172 m)                |
| Bahnhof | 49,677                                        | Fouday                                             | Fouday                                             |
| Brücke über Wasserlauf | 50,034                                        | Bruche (24 m)                                      | Bruche (24 m)                                      |
| Brücke über Wasserlauf | 51,437                                        | Bruche (13 m)                                      | Bruche (13 m)                                      |
| Bahnhof | 52,346                                        | Saint-Blaise-la-Roche-Poutay                       | Saint-Blaise-la-Roche-Poutay                       |
| Brücke über Wasserlauf |                                               | Climontaine                                        | Climontaine                                        |
| Bahnhof | 54,864                                        | Saulxures                                          | Saulxures                                          |
| Brücke über Wasserlauf | 55,306                                        | Bruche (14 m)                                      | Bruche (14 m)                                      |
| Brücke über Wasserlauf | 56,882                                        | Bruche (10 m)                                      | Bruche (10 m)                                      |
| Bahnhof | 58,462                                        | Bourg-Bruche                                       | Bourg-Bruche                                       |
| Brücke über Wasserlauf | 59,734                                        | Bruche (4 m)                                       | Bruche (4 m)                                       |
| Bahnhof | 61,622                                        | Saales                                             | Saales                                             |
| Grenze |                                               | Grenze Département Bas-Rhin/Vosges                 | Grenze Département Bas-Rhin/Vosges                 |
| Tunnel | 65,621                                        | Tunnel von Lubine (1601 m)                         | Tunnel von Lubine (1601 m)                         |
| Brücke über Wasserlauf | 67,563                                        | Fave (23 m)                                        | Fave (23 m)                                        |
| Bahnhof | 69,119                                        | Colroy-Lubine                                      | Colroy-Lubine                                      |
| Brücke | 70,188                                        | Viadukt von Lubine (70 m)                          | Viadukt von Lubine (70 m)                          |
| Bahnhof | 73,025                                        | Provenchères-sur-Fave                              | Provenchères-sur-Fave                              |
| Abzweig geradeaus und ehemals von links |                                               | Bahnstrecke Sélestat–Lesseux-Frapelle von Sélestat | Bahnstrecke Sélestat–Lesseux-Frapelle von Sélestat |
| Bahnhof | 74,827                                        | Lesseux-Frapelle                                   | Lesseux-Frapelle                                   |
| ehemaliger Bahnhof | 75,384                                        | Lesseux                                            | Lesseux                                            |
| Bahnhof | 78,826                                        | Raves-Ban-de-Laveline                              | Raves-Ban-de-Laveline                              |
| ehemaliger Bahnhof | 83,118                                        | Sainte-Marguerite-Remomeix                         | Sainte-Marguerite-Remomeix                         |
| Brücke über Wasserlauf | 83,450                                        | Meurthe (51 m)                                     | Meurthe (51 m)                                     |
| Abzweig geradeaus, ehemals nach links und von links |                                               | Bahnstrecke Arches–Saint-Dié von Épinal            | Bahnstrecke Arches–Saint-Dié von Épinal            |
| Bahnhof | 86,501435,704                                 | Saint-Dié-des-Vosges                               | Saint-Dié-des-Vosges                               |
| Strecke |                                               | Bahnstrecke Lunéville–Saint-Dié nach Lunéville     | Bahnstrecke Lunéville–Saint-Dié nach Lunéville     |

Die Bahnstrecke Strasbourg–Saint-Dié ist eine französische Eisenbahnstrecke von Strasbourg nach Saint-Dié-des-Vosges, die nach dem Ersten Weltkrieg im Tal der Bruche (Breusch) gebaut wurde. Sie befindet sich bis Saales in der ehemaligen Region Elsass, von dort an liegt sie in der ehemaligen Region Lothringen. Sie verbindet die Bahnhöfe Strasbourg und Saint-Dié-des-Vosges über Molsheim und Saales. Die Strecke wird von Zügen des TER Alsace befahren. Bei der Compagnie des Chemins de fer de l’Est (EST) trug sie die Nummer 18.

## Geschichte

### Chronologie
- 1. Oktober 1890: Eröffnung der Strecke von Rothau nach Saales.[1]
- 28. März 1920: Déclaration d'utilité publique (DUP) der Strecke Saint-Dié-des-Vosges–Strasbourg. Die EST wird mit dem Bau der Strecke beauftragt.
- 20. August 1923: Eröffnung des Abschnittes Saint-Dié-des-Vosges–Provenchères-sur-Fave (zweigleisig).
- 19. Oktober 1928: Eröffnung des Abschnittes Provenchères-sur-Fave–Strasbourg (zweigleisig). Der Betrieb erfolgt durch die Administration des chemins de fer d’Alsace et de Lorraine (AL).
- 1947: Abbau des zweiten Gleises zwischen Saint-Dié-des-Vosges und Rothau.
- 9. Dezember 1992: Stilllegung der Verbindungskurve von Saint-Dié-des-Vosges Richtung Épinal. Diese hatte es ermöglicht, Richtung Épinal am Bahnhof Saint-Dié-des-Vosges vorbeizufahren.
- 1997: Einbindung in das Netz des TER Alsace[2]
- 2006: Anpassung des Angebots zwischen Strasbourg und dem Breuschtal, nachdem die Ausweichstelle in Saint-Blaise-la-Roche-Poutay wiedereröffnet wurde[2]
- 14. Dezember 2008: Inbetriebnahme des Bahnhofs Entzheim-Aéroport. Gleichzeitig wurde ein Viertelstundentakt zwischen Strasbourg und Molsheim eingeführt.

### Historische Elemente

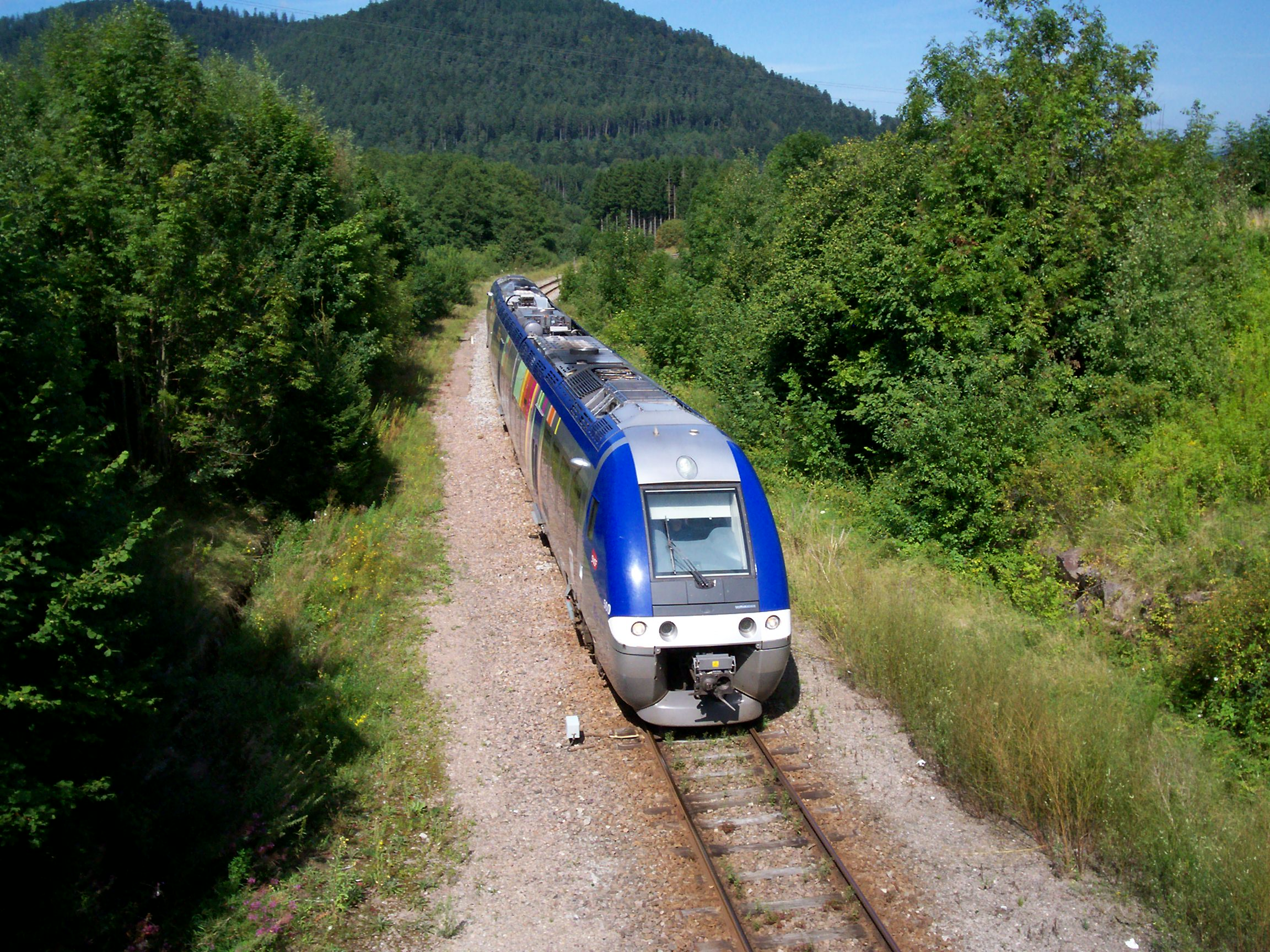
In der Nähe des Bahnhofs Saales

Im März 1859 wurden bereits mehrere Bahnprojekte im Elsass festgestellt, darunter der Neubau der Bahnstrecke von Strasbourg über Molsheim nach Barr bzw. von Molsheim nach Wasselonne. Nach den Verhandlungen über die Baukosten der Lokalbahn übernahm die Compagnie des Chemins de Fer de l'Est (EST) die Bauarbeiten der beiden Strecken. Als erstes ging am 29. September 1864 der Abschnitt Strasbourg–Molsheim in Betrieb. Die Strecke wurde am 15. Dezember desselben Jahres bis Mutzig verlängert.
Nachdem das Elsass infolge des Deutsch-Französischen Krieges dem Deutschen Reich angegliedert worden war, wurde auch die Strecke Strasbourg–Mutzig ins Bahnnetz der Reichseisenbahnen in Elsass-Lothringen (EL) integriert. Zur besseren Verbindung mit Altdeutschland und wichtigen Städten im Elsass führte die Staatsbahn das Bauprojekt von zehn Strecken aus. Am 15. Oktober 1877 wurde die Strecke Mutzig–Rothau als Teil dieses Bauvorhabens eröffnet.
Die Strecke Rothau–Saales, die eingleisig war, führte fast gerade durch das Vallée de la Bruche, parallel zur Straße. Während der 1920er-Jahre wurde die Strecke ausgebaut, so dass schwerere Züge sie befahren können. Die Strecke überquert die Breusch über eine Brücke. Diese ist 17 m hoch und hat eine Länge von 200 m. Die Brücke ist aus Beton, ist aber mit weißem Granit aus den Vogesen verkleidet. Die Brücke wurde 1940 beschädigt, während sich die französischen Truppen zurückzogen. Eine deutsche Firma hat sie wieder instand gesetzt.

## Infrastruktur

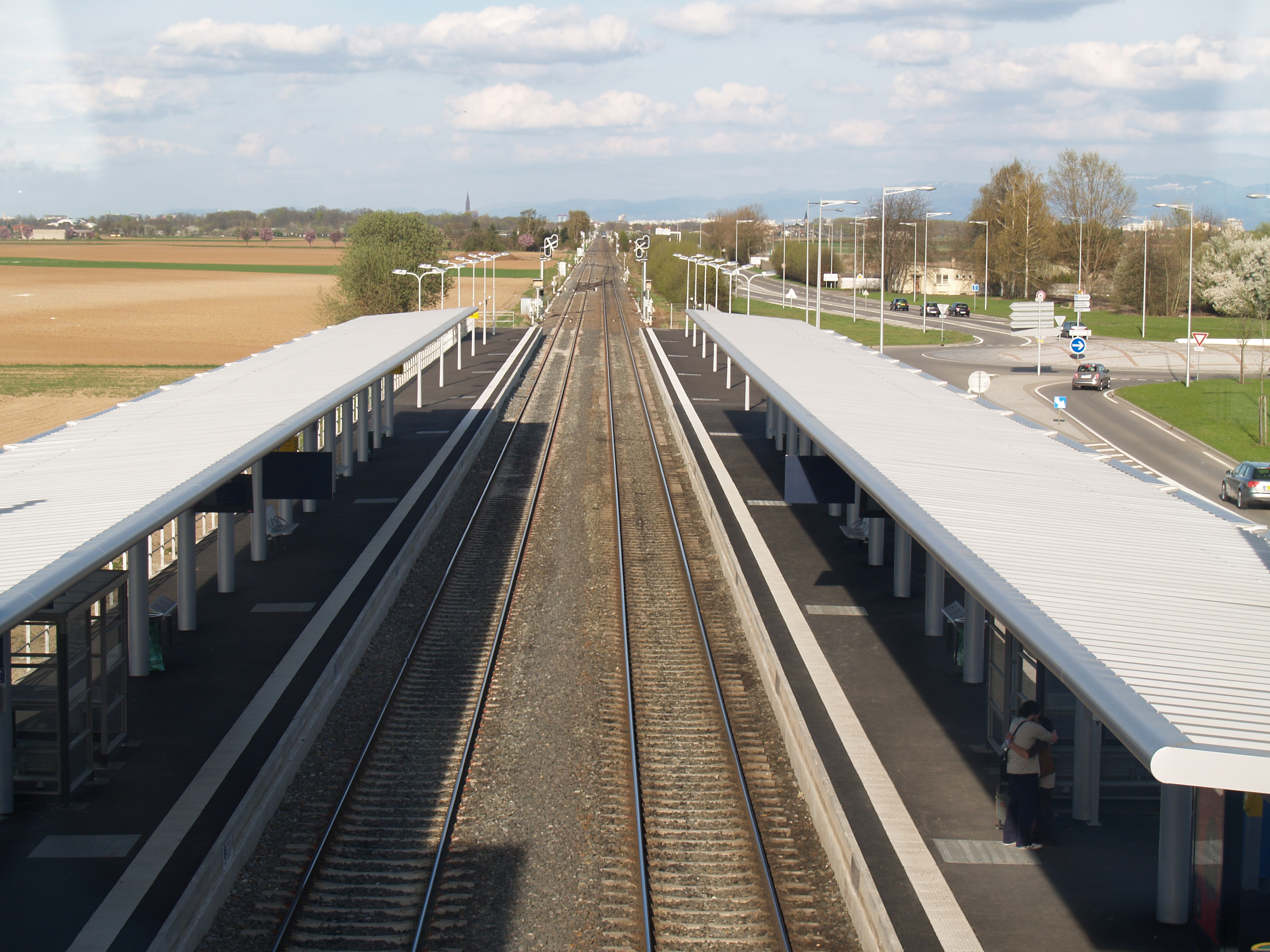
Bahnhof Entzheim-Aéroport

Die Strecke ist von Strasbourg bis nach Molsheim mit dem Block automatique lumineux ausgerüstet, von Molsheim bis nach Saint-Dié-des-Vosges mit dem Block manuel. Die Strecke ist nicht elektrifiziert.

Zwischen den Bahnhöfen Molsheim und Mutzig befindet sich ein Überwerfungsbauwerk für den kreuzungsfreien Wechsel zwischen Links- und Rechtsbetrieb. 

## Betrieb

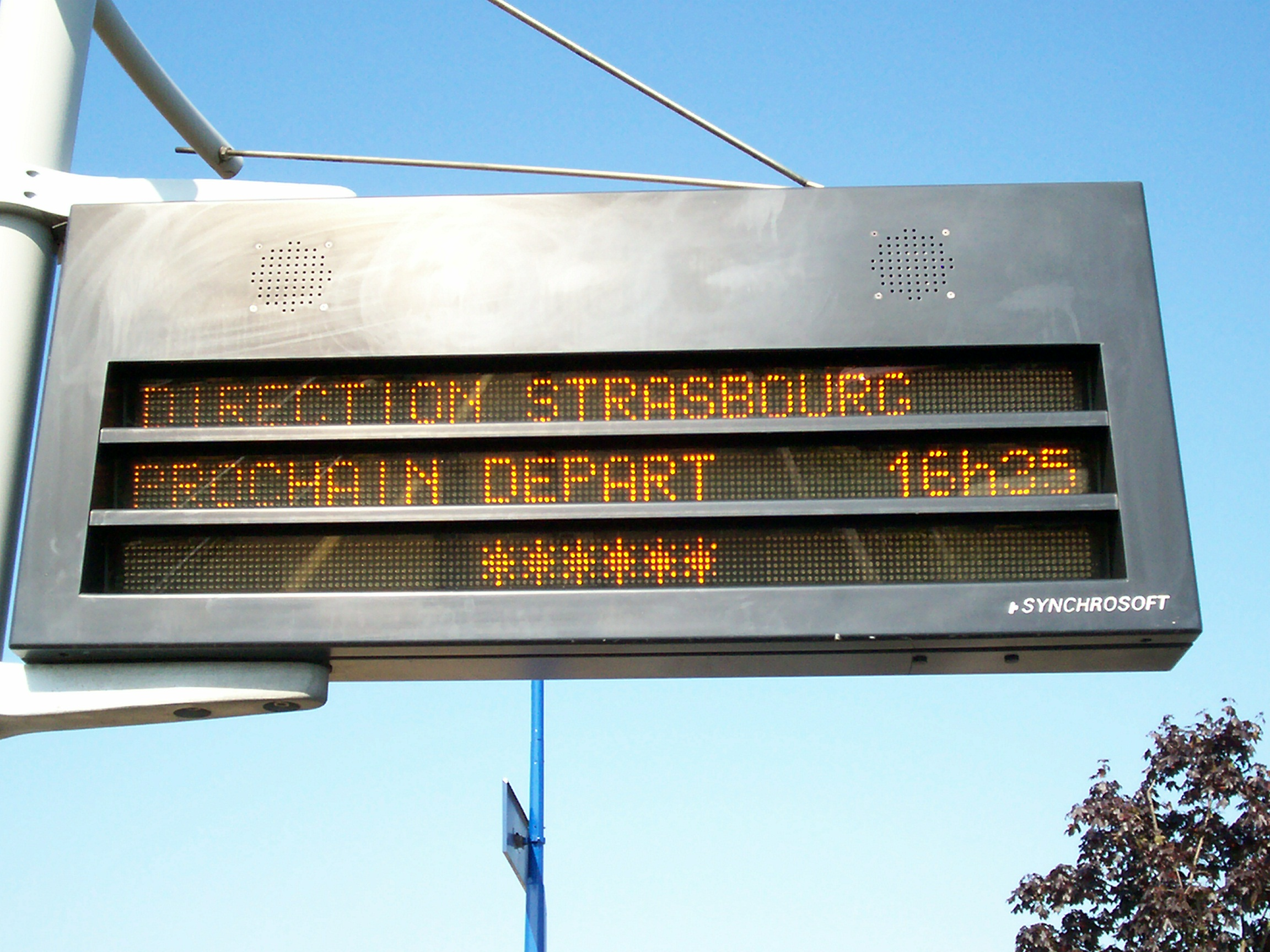
Informationsbildschirm in Molsheim

Die Strecke wird von der SNCF mit dem TER Alsace betrieben.
Die Fahrzeit ab Strasbourg beträgt:
- zum Bahnhof Entzheim-Aéroport zwischen 7 und 13 Minuten;
- zum Bahnhof Molsheim zwischen 15 und 20 Minuten;
- zum Bahnhof Rothau zwischen 50 Minuten und einer Stunde;
- zum Bahnhof Saales zwischen 1 Stunde 20 und 1 Stunde 25;
- zum Bahnhof Saint-Dié-des-Vosges zwischen 1 Stunde 20 und 1 Stunde 45.

Die meisten Züge beginnen in Strasbourg und fahren bis nach Rothau. Die Züge, die weiter fahren, enden größtenteils in Saales. Im Bahnhof Saint-Dié-des-Vosges gibt es nur ein Gleis für die TERs aus Strasbourg.
Folgende Bahnhöfe sind mit einem Echtzeitinformationssystem ausgerüstet: Gresswiller, Heiligenberg-Mollkirch, Urmatt, Mullerhoff, Muhlbach-sur-Bruche-Lutzelhouse, Wisches, Russ-Hersbach, Schirmeck-La Broque, Rothau, Fouday, Saint-Blaise-la-Roche-Poutay, Bourg-Bruche und Saales. Dieses System ermöglicht es, die Fahrgäste in Echtzeit über Bildschirme zu informieren.
Der Einbau dieses Systems kostete 954 000 €, 75 % wurden durch die Region bezahlt und die restlichen 25 % durch die SNCF.

### Fahrzeuge

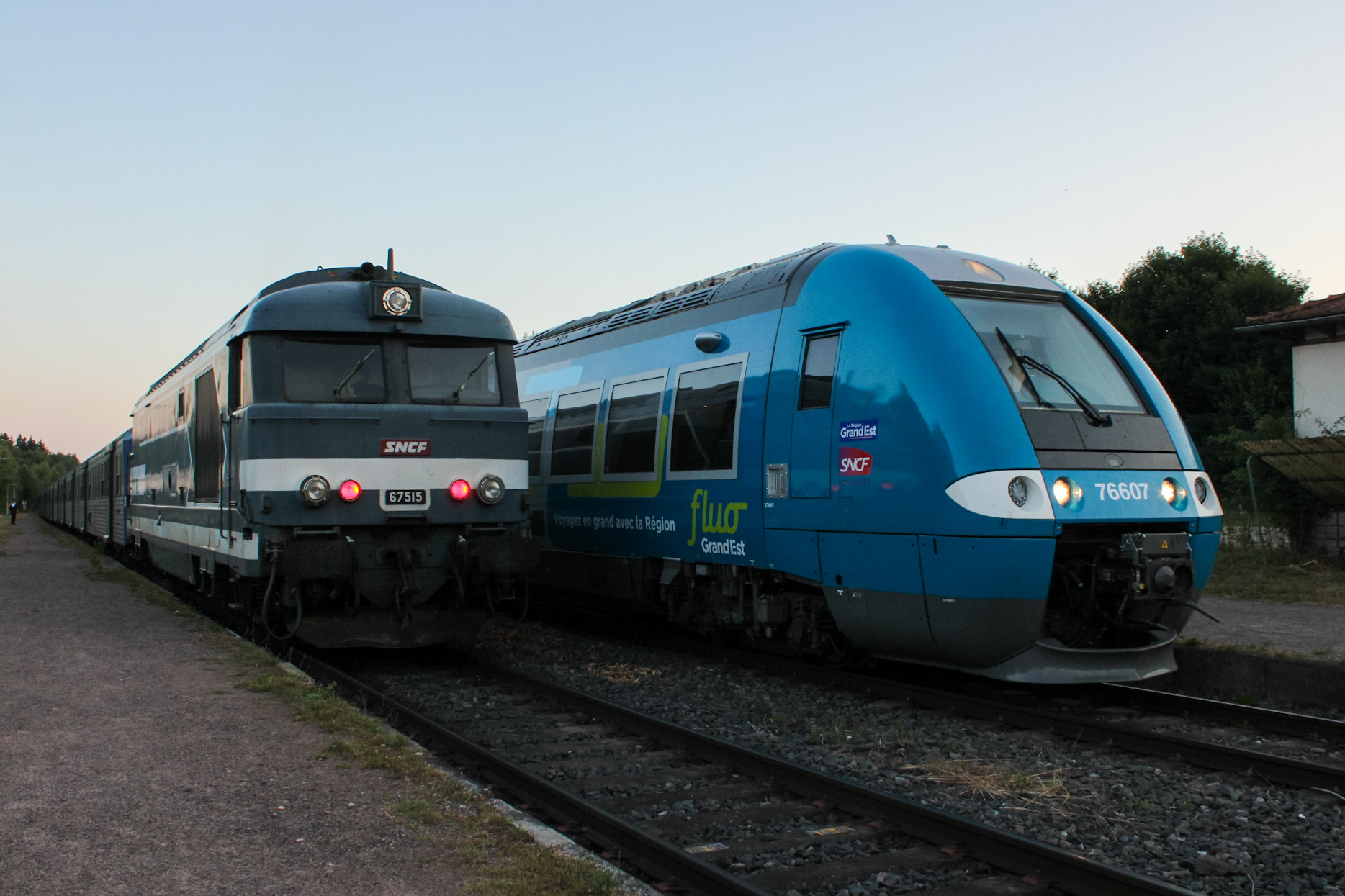
BB 67515 und X 76607 mit den letzten Zügen des Tages im Bahnhof Saales (Juli 2025)

Auf der Strecke verkehren X 76500, dies ist die Dieselvariante des Autorail à grande capacité, der größten Fahrzeugserie in der Geschichte der SNCF. Dieser Triebzug hat eine Leistung von 1324 kW und eine Höchstgeschwindigkeit von 160 km/h. Die Triebzüge sind dreiteilig, 57,40 m lang, 2,95 m breit und können ungefähr 150 Fahrgäste befördern. Zur Hauptverkehrszeit verkehren auch Wendezüge mit RIO und BB 67400.

### Finanzierung und Fahrpreise
Der Fahrpreis ist wie auf dem gesamten Netz der SNCF abhängig von der Distanz und von der Zeit, zu welcher die Fahrt geschieht.
Die Region hat ein eigenes Preissystem entwickelt, so dass die Preise attraktiv sind und mehr Leute den Zug nutzen. Unter anderem soll es einen Anreiz geben, zur Arbeit oder zur Schule mit dem Zug zu fahren; für diesen Zweck gibt es Abos.
Die Finanzierung, der Unterhalt der Strecke und der Fahrzeuge und des Personals wird durch die SNCF gewährleistet. Die Einnahmen aus den Fahrpreisen decken aber nicht die Betriebskosten. Das fehlende Geld wird durch die Region Alsace beigesteuert.